# Vítor Almeida (atleta)
Vítor Almeida (nascido em 6 de março de 1970) é um atleta de fundo português. Ele competiu nos 3.000 metros com obstáculos nos Jogos Olímpicos de Verão de 1996.